# Kingdom Hearts (manga)
Cet article concerne la série de manga. Pour la série de jeux vidéo, voir Kingdom Hearts.
Kingdom Hearts est une série de manga écrite et dessinée par Shiro Amano, relatant l'histoire de la série Kingdom Hearts, sortie sur PlayStation 2, Game Boy Advance, Nintendo DS, PlayStation Portable et Nintendo 3DS, qui se situe dans un univers fantastique mélangeant les personnages de Final Fantasy et l'univers Disney.

## Kingdom Hearts
Kingdom Hearts est l'adaptation du jeu vidéo éponyme sorti sur PlayStation 2.

La série est sortie en version française chez Pika Édition entre juin 2012 et septembre 2012.

### Synopsis
Sora, Riku et Kairi sont trois amis vivant sur l'Île du Destin. Rêvant d’aventures et de mondes plus vastes, ils décident de construire un radeau afin de quitter leur île dont ils se sont vite lassés. Mais la nuit précédant leur départ, l’île est attaquée par d’étranges créatures. Riku disparaît dans un flot de ténèbres, alors que Kairi se volatilise étrangement... Dans un autre monde, le Château Disney, le magicien de la cour, Donald, découvre que le roi a disparu, laissant derrière lui une lettre expliquant que les étoiles disparaissaient une à une et que cela était signe de mauvais présage. Le roi avait décidé de partir pour pouvoir arranger la situation, et confia néanmoins une tâche à Donald : retrouver le porteur de la clé. La clé serait le moyen de faire revenir la paix dans les mondes et de les éloigner des ténèbres. Donald part donc accompagné du chef de la garde royale Dingo à la recherche de la clé et de son porteur. Sora se réveille seul dans un monde inconnu, la Ville de Traverse, et il a une étrange arme : une sorte d’épée en forme de clé...

### Liste des volumes
| no | Japonais         | Japonais          | Français          | Français          |
| no | Date de sortie   | ISBN              | Date de sortie    | ISBN              |
| --- | ---------------- | ----------------- | ----------------- | ----------------- |
| 1 (1) | 30 octobre 2003  | 978-4-7577-1657-5 | 13 juin 2012      | 978-2-8116-0664-0 |
| Liste des chapitres : - Chapitre 1 : La voix - Chapitre 2 : L'intrus - Chapitre 3 : La lumière dans la main - Chapitre 4 : L'ombre géante - Chapitre 5 : À la dérive - Chapitre 6 : La ville de Traverse - Chapitre 7 : Un dénommé Léon - Chapitre 8 : Conspiration - Chapitre 9 : Le départ - Chapitre 10 : Un drôle de procès - Chapitre 11 : Cherchez la preuve ! - Chapitre 12 : Soutien - Chapitre 13 : La serrure                                                                         |                  |                   |                   |                   |
| 2 (2) | 25 avril 2004    | 4-7577-1845-4     | 13 juin 2012      | 978-2-8116-0665-7 |
| Liste des chapitres : - Chapitre 14 : Sentimental Star Journey - Chapitre 15 : L'élu - Chapitre 16 : La maison de l'enchanteur - Chapitre 17 : Retrouvailles - Chapitre 18 : Maléfique, la sorcière - Chapitre 19 : Agrabah - Chapitre 20 : Le génie de la lampe - Chapitre 21 : Un sourire démoniaque - Chapitre 22 : Le terminus du désir - Chapitre 23 : Le dernier souhait - Chapitre 24 : Le Colisée de l'Olympe - Chapitre 25 : C'est ça, un héros - Kingdom Bites : Kingdom Hearts Strip |                  |                   |                   |                   |
| 3 (3) | 25 novembre 2004 | 4-7577-2072-6     | 4 juillet 2012    | 978-2-8116-0687-9 |
| Liste des chapitres : - Chapitre 26 : L'union fait la force - Chapitre 27 : Pinocchio - Chapitre 28 : Le cœur perdu - Chapitre 29 : Atlantica - Chapitre 30 : Ursula - Chapitre 31 : Tempête, amour, départ - Chapitre 32 : Les notes du chercheur - Chapitre 33 : Le bateau pirate - Chapitre 34 : Impasse - Chapitre 35 : La force d'y croire - Kingdom Bites : Kingdom Hearts Strip |                  |                   |                   |                   |
| 4 (4) | 31 janvier 2005  | 4-7577-2187-0     | 19 septembre 2012 | 978-2-8116-0950-4 |
| Liste des chapitres : - Chapitre 36 : Le porteur de la clé - Chapitre 37 : Les cœurs liés - Chapitre 38 : Une clé supplémentaire - Chapitre 39 : L'homme couleur de ténèbres - Chapitre 40 : Ce n'est qu'un au revoir - Chapitre 41 : Les ténèbres infinies - Chapitre 42 : De l'autre côté de la porte - Bonus de fin : Winnie l'Ourson |                  |                   |                   |                   |

#### Kingdom Hearts Final Mix
Il s'agit d'une réédition du manga Kingdom Hearts compilé en trois volumes au lieu de quatre.
| no | Japonais         | Japonais          |
| no | Date de sortie   | ISBN              |
| -- | ---------------- | ----------------- |
| 1  | 22 décembre 2006 | 978-4-7575-1833-9 |
| 2  | 22 janvier 2007  | 978-4-7575-1923-7 |
| 3  | 22 mars 2007     | 978-4-7575-1947-3 |

## Kingdom Hearts: Chain of Memories
Kingdom Hearts: Chain of Memories est l'adaptation du jeu vidéo éponyme sorti sur Game Boy Advance.

La série est disponible en version française chez Pika Édition depuis le 31 octobre 2012.

### Synopsis
Sora, Donald et Dingo partent à la recherche du Roi Mickey et de Riku, enfermés dans les Ténèbres. Ils suivent une longue route qui serpente les champs et qui les conduit jusqu'à un carrefour. Sora lève alors les yeux vers le ciel pour contempler la nuit étoilée et se met à penser à ses amis perdus. Au milieu d'une immense plaine, Sora est surpris par un individu capuchonné qui l'invite à le suivre. Lorsque l'homme disparaît, il ne reste plus qu'un seul chemin menant à une forteresse mystérieuse du nom de "Manoir Oblivion". Certains d'y retrouver leurs compagnons, les trois amis décident d'explorer les lieux. Mais au fur et à mesure qu'ils avancent, leurs souvenirs semblent s'effacer, confrontés également à de terribles adversaires, regroupés sous le nom de l'Organisation XIII...

### Liste des volumes
| no | Japonais        | Japonais      | Français        | Français      |
| no | Date de sortie  | ISBN          | Date de sortie  | ISBN          |
| --- | --------------- | ------------- | --------------- | ------------- |
| 1 | 22 octobre 2005 | 4-7575-1552-9 | 31 octobre 2012 | 9782811609610 |
| Liste des chapitres : - Carte 01 : Le manoir Oblivion - Carte 02 : Le ragoût de bombance - Carte 03 : L'Organisation XIII - Carte 04 : L'odeur des Ténèbres - Carte 05 : Doutes - Carte 06 : Le souhait                                                                                              |                 |               |                 |               |
| 2 | 22 avril 2006   | 4-7575-1670-3 | 31 octobre 2012 | 9782811609627 |
| Liste des chapitres : - Carte 07 : Le souvenir - Carte 08 : La promesse - Carte 09 : Adieu, Vexen - Carte 10 : Un cœur fragmenté - Carte 11 : Shock ! - Carte 12 : Destination cœurs - Carte XIII : Le chemin de l'aube - Bonus de fin : Histoires étranges et contes mystérieux de Riku la réplique |                 |               |                 |               |

## Kingdom Hearts: 358/2 Days
Kingdom Hearts: 358/2 Days est l'adaptation du jeu vidéo éponyme sorti sur Nintendo DS.

La série est publiée en version française chez Pika Édition depuis janvier 2014.

### Synopsis
Roxas, le simili de Sora, n'a aucun souvenir. Il ne sait ni ce qu'il est, ni où il doit aller. Un homme vêtu d'un manteau noir se présente alors à lui, lui donne son nom et le fait entrer dans l'Organisation XIII. Il fera la rencontre des autres membres de ce groupe, notamment d'Axel et d'une mystérieuse personne débutant également dans l'organisation : Xion.

### Liste des volumes
| no | Japonais          | Japonais          | Français         | Français          |
| no | Date de sortie    | ISBN              | Date de sortie   | ISBN              |
| --- | ----------------- | ----------------- | ---------------- | ----------------- |
| 1 | 22 juin 2010      | 978-4-7575-2902-1 | 3 janvier 2014   | 978-2-8116-1346-4 |
| Liste des chapitres : - Chapitre 01 : La glace des commencements - Chapitre 02 : Les amis - Chapitre 03 : Xion - Chapitre 04 : Problème - Chapitre 05 : Un océan de souvenirs - Chapitre 06 : Morning Elixir - Chapitre 07 : Blues pour la Keyblade - Bonus : C'est le Nouvel An                                                                     |                   |                   |                  |                   |
| 2 | 22 mars 2011      | 978-4-7575-3167-3 | 5 mars 2014      | 978-2-8116-1390-7 |
| Liste des chapitres : - Chapitre 08 : Meilleurs Amis... ? - Chapitre 09 : Le calme avant la tempête - Chapitre 10 : Xion Supremacy - Chapitre 11 : Sweet Heart - Chapitre 12 : L'imposteur - Chapitre 13 : Surveillance - Chapitre 14 : Vacances d'été - Chapitre 15 : Souvenir furtif - Chapitre 16 : Frustration - Chapitre 17 : Le mauvais bouton |                   |                   |                  |                   |
| 3 | 22 octobre 2011   | 978-4-7575-3388-2 | 30 avril 2014    | 978-2-8116-1440-9 |
| Liste des chapitres : - Chapitre 18 : Ratée - Chapitre 19 : Wonderland Gamber 1 - Chapitre 20 : Wonderland Gamber 2 - Chapitre 21 : Wonderland Gamber 3 - Chapitre 22 : La vraie nature de Xion - Chapitre 23 : Distorsion - Chapitre 24 : Neverland Boogie                                                                                          |                   |                   |                  |                   |
| 4 | 21 avril 2012     | 978-4-7575-3521-3 | 2 juillet 2014   | 978-2-8116-1519-2 |
| Liste des chapitres : - Chapitre 25 : Neverland Boogie 2 - Chapitre 26 : Le début de la fin - Chapitre 27 : Une longue journée - Chapitre 28 : Toi qui ne reviendra pas - Chapitre 29 : Déchirure - Bonus de fin : L'amour de reflet |                   |                   |                  |                   |
| 5 | 22 septembre 2012 | 978-4-7575-3691-3 | 3 septembre 2014 | 978-2-8116-1567-3 |
| Liste des chapitres : - Chapitre 30 : Perte d'énergie - Chapitre 31 : Dernier coucher de soleil - Chapitre 32 : Ces mots qui restent sans réponse - Chapitre 33 : Jour 356 - Chapitre 34 : Chemin - Chapitre 35 : Le rêve du Simili |                   |                   |                  |                   |

## Kingdom Hearts II
Kingdom Hearts II est l'adaptation du jeu vidéo éponyme sorti sur PlayStation 2.

La série est disponible en version française chez Pika Édition depuis janvier 2013.

### Synopsis
À la Cité du Crépuscule, un adolescent du nom de Roxas se réveille après avoir fait d'étranges rêves sur un garçon qu'il ne connaît pas. Depuis peu, il se passe des choses étranges : des photos de lui disparaissent, des créatures blanches apparaissent, une étrange clé vient à lui quand il est en danger, et une mystérieuse fille prétend le connaître. Axel, un homme habillé en noir, affirme être son ami mais Roxas ne le croit pas. Un jour, il se rend dans un vieux manoir abandonné après que le temps se soit complètement arrêté. Il apprend qu'il n'est pas supposé vivre et que DiZ, un homme mystérieux, souhaite l'utiliser pour réveiller Sora...

### Liste des volumes
| no | Japonais         | Japonais          | Français         | Français          |
| no | Date de sortie   | ISBN              | Date de sortie   | ISBN              |
| --- | ---------------- | ----------------- | ---------------- | ----------------- |
| 1 | 22 novembre 2006 | 4-7575-1832-3     | 2 janvier 2013   | 978-2-8116-1069-2 |
| Liste des chapitres : - Chapitre 01 : La Cité du Crépuscule - Chapitre 02 : Les intrus - Chapitre 03 : Des glaces à l'eau de mer - Chapitre 04 : Lointain Ressac - Chapitre 05 : N° XIII - Chapitre 06 : Lettre à un inconnu - Chapitre 07 : Des choses que je veux savoir                                                                              |                  |                   |                  |                   |
| 2 | 22 août 2007     | 978-4-7575-2084-4 | 6 mars 2013      | 978-2-8116-1110-1 |
| Liste des chapitres : - Chapitre 08 : Le temps est venu - Chapitre 09 : Effondrement - Chapitre 10 : Les larmes du Simili - Chapitre 11 : Nous tournerons le dos au crépuscule - Chapitre 12 : La clé qui ouvrira la porte de la lumière - Chapitre 13 : La forteresse oubliée !                                                                        |                  |                   |                  |                   |
| 3 | 22 avril 2008    | 978-4-7575-2262-6 | 2 mai 2013       | 978-2-8116-1051-7 |
| Liste des chapitres : - Chapitre 14 : L'assemblée des cœurs écorchés - Chapitre 15 : Le maître ensorcelé - Chapitre 16 : Un choix déchirant - Chapitre 17 : La Bête au cœur volé - Chapitre 18 : Les élans de l'amour - Chapitre 19 : Vexen le savant - Chapitre 20 : Départ au front - Chapitre 21 : Sous la neige                                     |                  |                   |                  |                   |
| 4 | 22 novembre 2008 | 978-4-7575-2426-2 | 3 juillet 2013   | 978-2-8116-1175-0 |
| Liste des chapitres : - Chapitre 22 : Le méchant balafré - Chapitre 23 : Dur d'être un héros - Chapitre 24 : Branle-bas de combat aux Enfers - Chapitre 25 : Lever de rideau ! La Coupe d'Hadès - Chapitre 26 : Un cœur immuable - Chapitre 27 : Le château de ronces - Chapitre 28 : Panique au château et la porte mystérieuse                        |                  |                   |                  |                   |
| 5 | 22 août 2009     | 978-4-7575-2607-5 | 4 septembre 2013 | 978-2-8116-1183-5 |
| Liste des chapitres : - Chapitre 29 : Regain the Glory - Chapitre 30 : La porte vers un temps révolu - Chapitre 31 : Step Out - Chapitre 32 : A la recherche de génie - Chapitre 33 : Bataille pour la lampe - Chapitre 34 : Kaïri enlevée - Chapitre 35 : Le trophée du plus fort - Chapitre 36 : Vestiges d'une amitié - Chapitre 37 : Plastic Friend |                  |                   |                  |                   |
| 6 | 22 mai 2013      | 978-4-7575-3938-9 | 30 octobre 2013  | 978-2-8116-1286-3 |
| Liste des chapitres : - Chapitre 38 : Rendez-nous le sourire ! - Chapitre 39 : Evénements à la Forteresse oubliée ! - Chapitre 40 : Space Paranoids - Chapitre 41 : Pat, le serviteur - Chapitre 42 : A la recherche du mot de passe ! - Chapitre 43 : Door To Darkness                                                                                 |                  |                   |                  |                   |
| 7 | 22 novembre 2013 | 978-4-7575-4086-6 | 28 mai 2014      | 978-2-8116-1498-0 |
| Liste des chapitres : - Chapitre 44 : Mystère - Chapitre 45 : Evasion ! - Chapitre 46 : Ansem le Sage - Chapitre 47 : Un événement inattendu - Chapitre 48 : Le poursuivant - Chapitre 49 : Choix imminent - Chapitre 50 : Un nom inconnu |                  |                   |                  |                   |
| 8 | 22 juillet 2014  | 978-4-7575-4305-8 | 17 décembre 2014 | 978-2-8116-1611-3 |
| Liste des chapitres : - Chapitre 51 : Un symbole d'amitié - Chapitre 52 : Une autre Cité du Crépuscule - Chapitre 53 : La Tour de l'horloge - Chapitre 54 : Expiation - Chapitre 55 : Gratitude - Chapitre 56 : Un cœur partagé - Chapitre 57 : Séparation et retrouvailles - Chapitre 58 : Le secret de Riku                                           |                  |                   |                  |                   |
| 9 | 21 février 2015  | 978-4-7575-4533-5 | 26 août 2015     | 978-2-8116-2129-2 |
| Liste des chapitres : - Chapitre 59 : Le secret de Riku 2 - Chapitre 60 : Doutes - Chapitre 61 : La princesse inverse les rôles - Chapitre 62 : Un souvenir retrouvé - Chapitre 63 : Les yeux du cœur - Chapitre 64 : Fin de partie |                  |                   |                  |                   |
| 10 | 22 août 2015     | 978-4-7575-4665-3 | 16 mars 2016     | 978-2-8116-2903-8 |
| Liste des chapitres : - Chapitre 65 : Une raison de combattre - Chapitre 66 : Le savant illuminé - Chapitre 67 : La puissance du coeur - Chapitre 68 : La porte de la lumière - Bonus : Les Paopous messagers |                  |                   |                  |                   |

## Kingdom Hearts III
Kingdom Hearts III est l'adaptation du jeu vidéo éponyme faisant suite aux séries précédentes. La série est prépubliée dans le magazine Gangan Online depuis avril 2019.
Elle est disponible en version française chez nobi nobi ! depuis juillet 2021.

### Liste des volumes
| no | Japonais       | Japonais          | Français        | Français          |
| no | Date de sortie | ISBN              | Date de sortie  | ISBN              |
| --- | -------------- | ----------------- | --------------- | ----------------- |
| 1 | 11 avril 2020  | 978-4-7575-6591-3 | 15 juillet 2021 | 978-2-373-49625-3 |
| Liste des chapitres : - Chapitre 00 : Prologue - Chapitre 01 : Un nouveau départ - Chapitre 02 : Le Colisée de l'Olympe 1 - Chapitre 03 : Le Colisée de l'Olympe 2 - Chapitre 04 : Le Colisée de l'Olympe 3 - Chapitre 05 : Le Colisée de l'Olympe 4 - Chapitre 06 : Le Colisée de l'Olympe 5 - Chapitre 07 : Le Colisée de l'Olympe 6 - Chapitre 08 : Le Colisée de l'Olympe 7 |                |                   |                 |                   |
| 2 | 11 juin 2021   | 978-4-7575-6843-3 | 15 juin 2022    | 978-2-373-49587-4 |
| Liste des chapitres : - Chapitre 09 : Le royaume des ténèbres - Chapitre 10 : Un lien indestructible - Chapitre 11 : De l'autre côté du miroir - Chapitre 12 : Retrouvailles - Chapitre 13 : Une source de chaleur - Chapitre 14 : Les Îles du Destin - Chapitre 15 : La lumière restante - Chapitre 16 : Sur la trace du lien                                                  |                |                   |                 |                   |